# 캘리포니아 제퍼
캘리포니아 제퍼(영어: California Zephyr)는 미국 일리노이주 시카고 유니언 역에서 캘리포니아주 에머리빌 에머리빌 역까지 운행되는 장거리 열차이다. 장거리 열차 중 텍사스 이글 421편과 422편 다음으로 운행거리가 길며, 콜로라도 강 협곡, 시에라 네바다 산맥등 경관을 지나므로 휴가철에 인기가 있다. 원래는 사설철도에 운행되었지만, 이제는 암트랙에 의해 하루에 1편씩 운행된다. 2012년 기준으로 연평균 이용객이 376,459명이 노선을 이용했다.

## 역사

### 등장의 경위
캘리포니아 제퍼는 시카고와 샌프란시스코를 잇는 노선으로 벌링턴 철도, 덴버 리오그란데 웨스턴 철도, 웨스턴 퍼시픽 철도를 통해 연결하는 열차로 1948년에 개통했다.
시카고와 샌프란시스코를 연결하는 열차의 역사는 1869년 유니언 퍼시픽 철도와 센트럴 퍼시픽 철도에 따르면 대륙 횡단 철도의 개통으로 시작해 1890년대에 오버랜드 플라이어와 같은 침대차로 조성되는 우등열차 운행도 시작되었다. 덴버 동부 로키산맥의 경우 오랫동안 두 회사의 독점 상태가 계속되었다. 하지만 덴버 리오 그란데 철도가 1930년대에 마지막 난관에 부딪치면서 덴버 동부 산악 지대 장대 터널을 개통했다. 경쟁사의 시카고 ~ 샌프란시스코 사이의 열차 운행이 가능하게 되었다. 이 노선은 기존 노선이 통하지 않는 콜로라도주 덴버 대도시를 통과하는 것이 장점이다. 처음으로 운행되는 열차는 키스 위치 플라이어로 당시 샌프란시스코에서 열리고 있던 엑스포 수송을 목적으로 열차에서 큰 성공을 거두었다. 이를 이어 등장한 열차가 캘리포니아 제퍼가 탄생하게 되었다.
캘리포니아 제퍼는 기존 제퍼호만 아니라 배드 사 제조 스텐바디 차량을 사용하고 경치 좋은 노선을 장시간 주행하는 것으로 전망 돔 차를 제공해 개인실 침대의 비율도 높였다. 차량의 혁신에 가세해 가이드 관광 회사화 시킨 것이 인기를 높였다.

### 폐지 문제와암트랙의 현재 기차의 등장
영화를 다한 캘리포니아 제퍼로 활약 했으나 철도 전체의 쇠퇴에 따라 곤경에 처해 갔다. 1960년대 중반에 운행 회사의 하나로 가장 경영 기반이 약한 웨스턴 퍼시픽 철도 열차 노선 폐지를 제안 했지만 이용자의 격렬한 반발에 불구하고 이 열차는 1970년대에 폐지되었다.
명칭은 사라졌으나 후에 기구한 운명을 걸었다. 우선, 덴버 리오그란테 철도 부분에 관해서 캘리포니아 제퍼 편성을 이용한 덴버 리오그란테 제퍼로 주 3회 운행을 시작했다. 또한 암트랙의 탄생과 더불어 지금까지 회사가 도산되면서 운행이 중단되었던 시카고 ~ 덴버간의 열차가 1개로 통일되어 벌링턴 철도를 통해 시카고 ~ 샌프란시스코 사이를 운행하는 샌프란시스코 제퍼가 등장한다. 하지만 덴버 리오그란테 철도는 자신의 열차만 사용했으며 덴버 ~ 샌프란시스코를 운행하는 동안 최초의 대륙 횡단 철도 노선으로 활약 했으며 유니온 퍼시픽 철도와 센트럴 퍼시픽 철도의 선로를 흡수한 서던 퍼시픽 철도를 경유해 우회에 따른 변칙적인 경로를 주행하게 되었다. 덴버 리오그란테 철도는 여객 열차 운행을 암트랙에 매각해 지방 터널을 통해 현재 캘리포니아 제퍼의 운행이 시작된 것은 한참 후로 최근에 차량도 총 2층 열차인 암트랙 슈퍼라이너를 도입해 운행하고 있다.

## 운행 노선

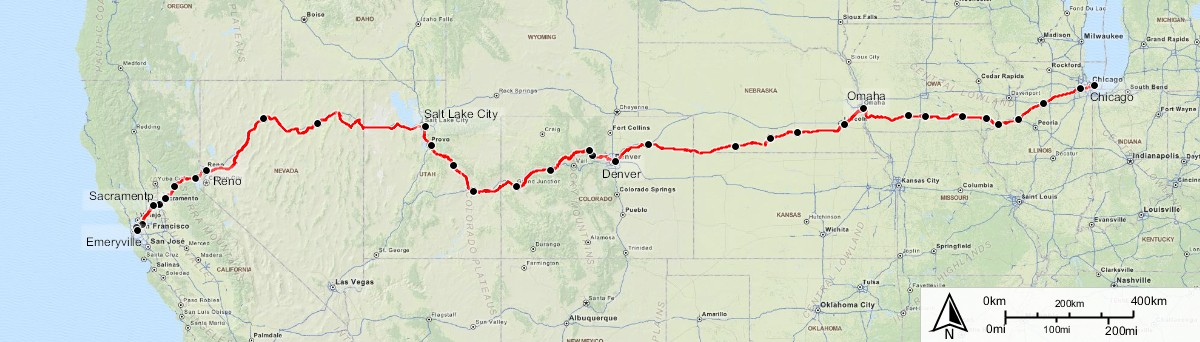
암트랙 캘리포니아 제퍼 노선도 (interactive map)

## 참고 문헌
- karl,Zimmermann Domeliners. Kalmbach Publishing, 1998.ISBN 0-89024-292-5
- Bruce A.MacGregor Ted Benson Portrait of a Silver Lady. PRUETT P PUBLISHING 1977.ISBN 0-87108-509-7

## 사진

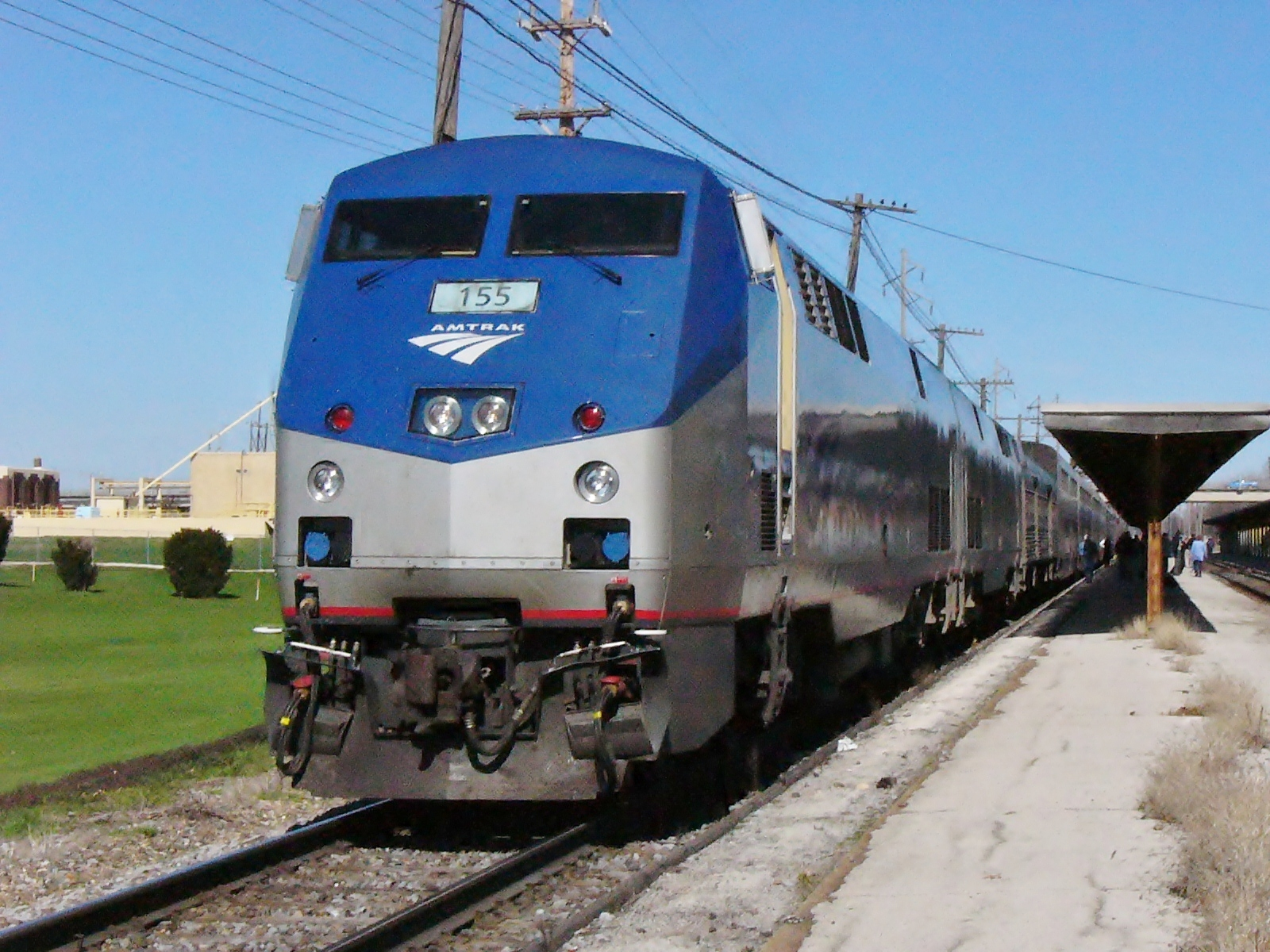
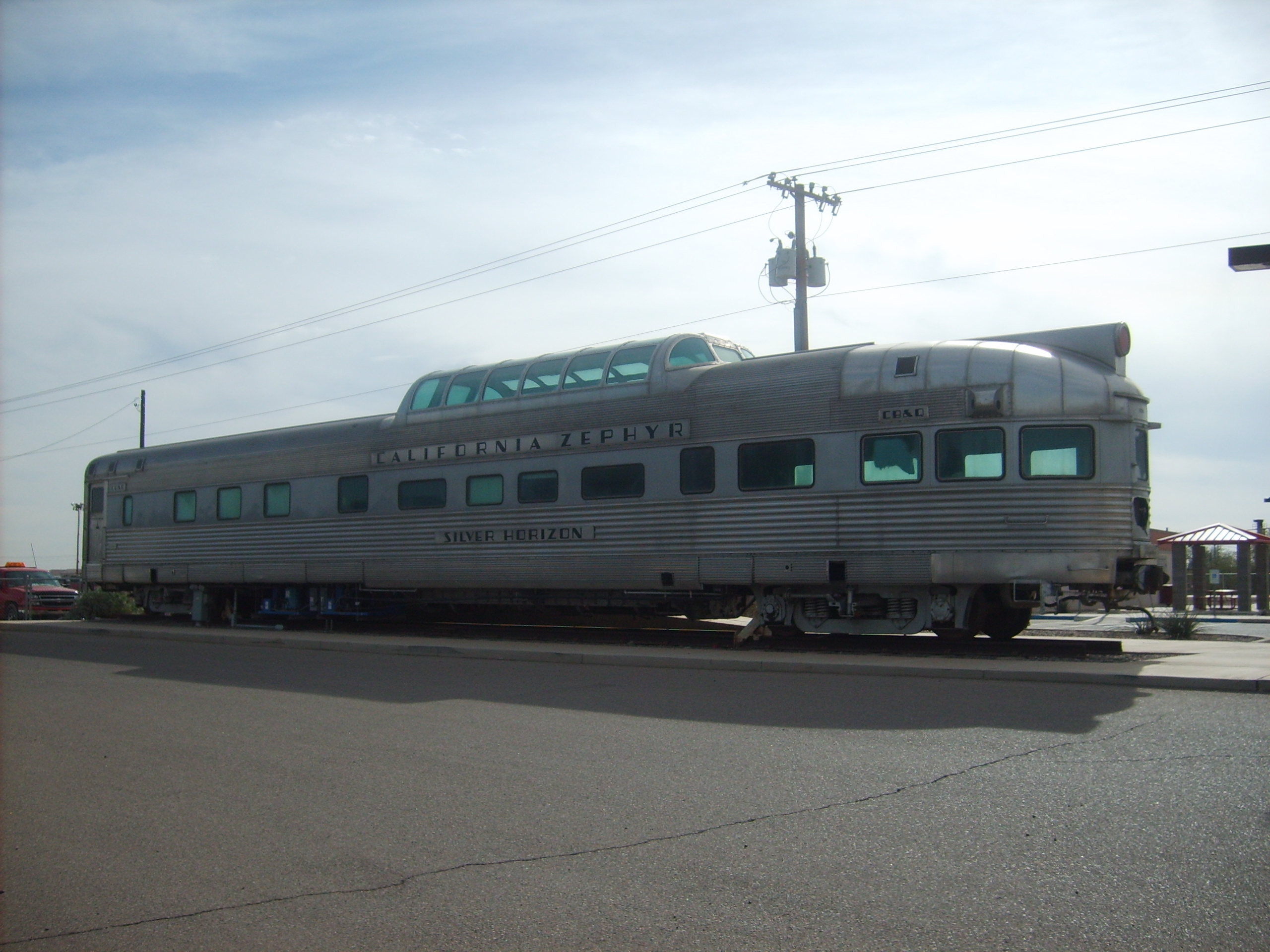
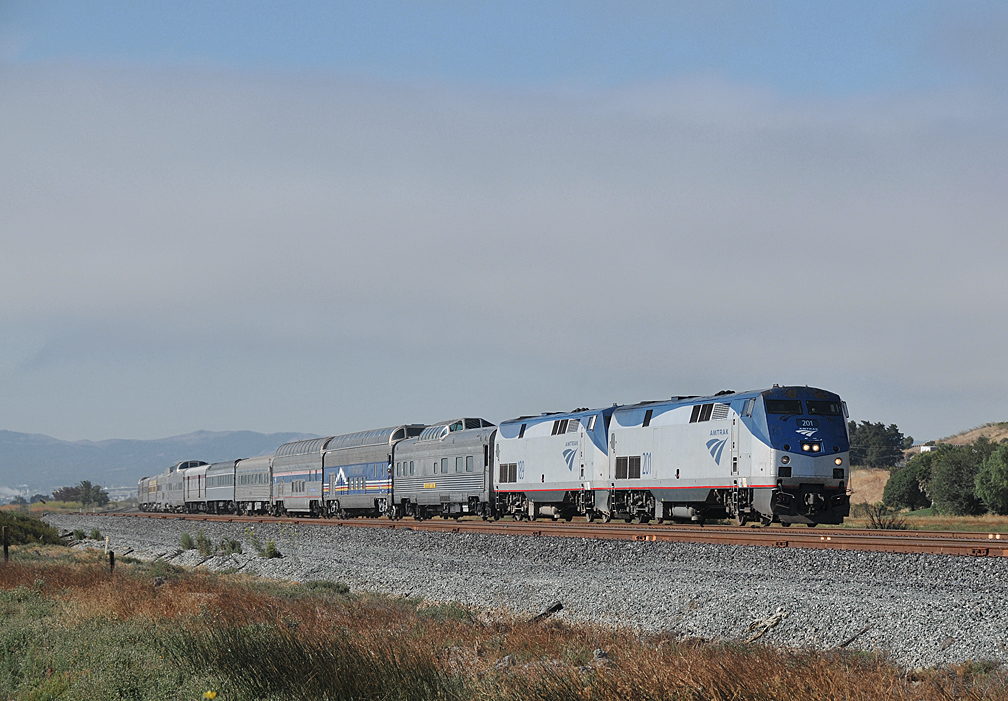
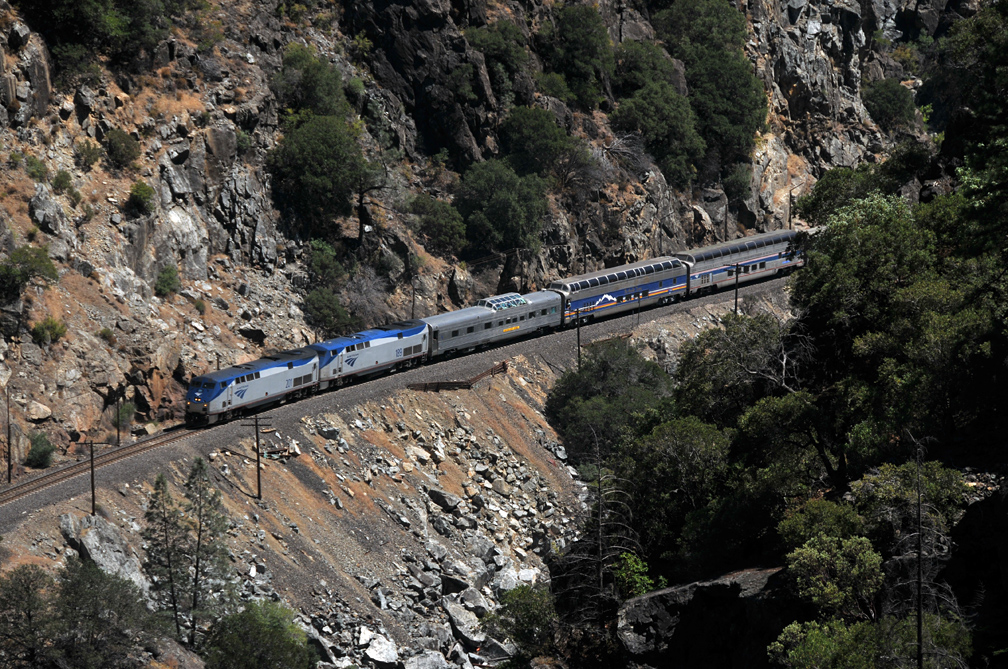
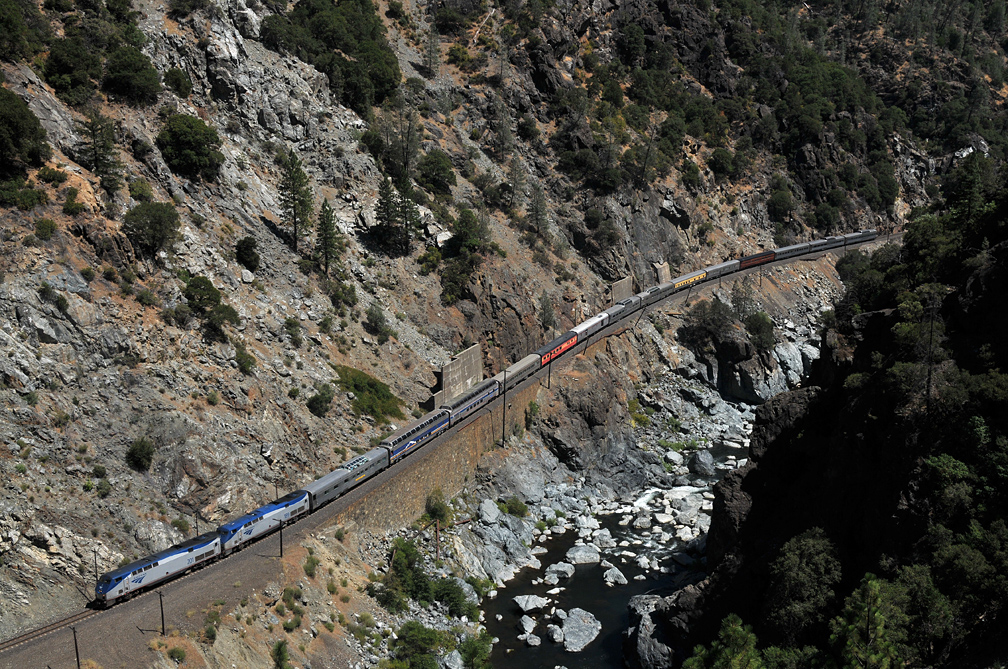
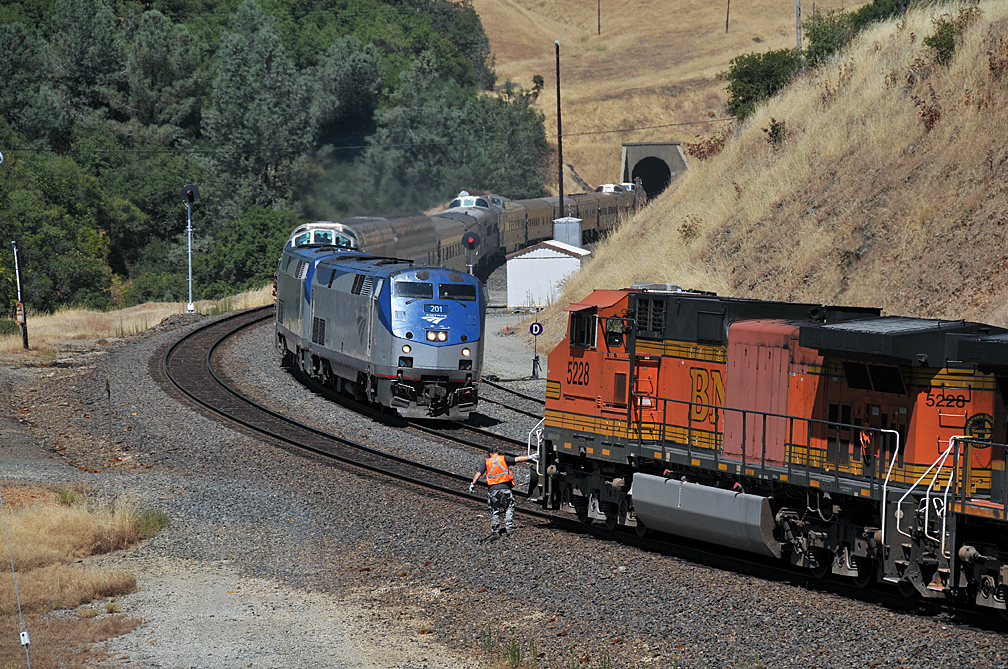
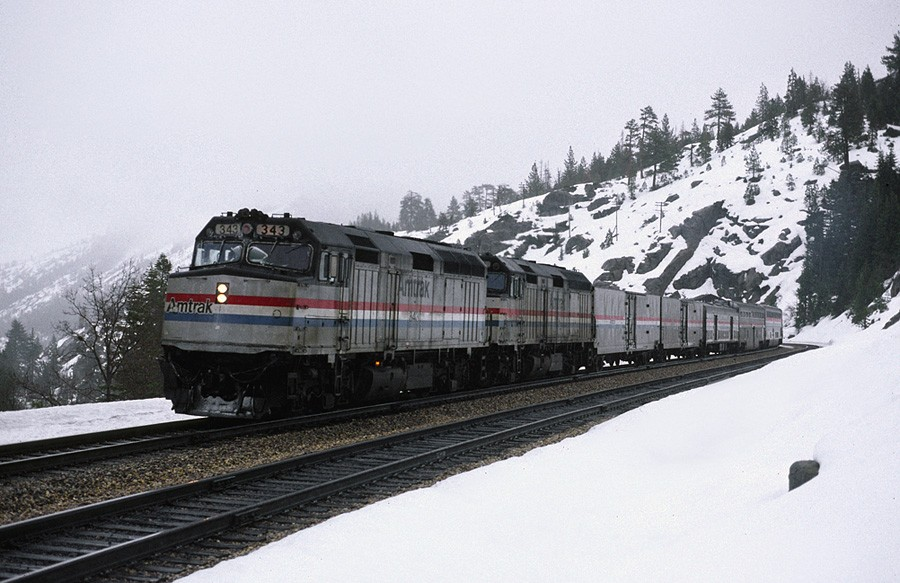